# Mark Angel
Mark Angel (sinh ngày 23 tháng 8 năm 1975) là một cựu cầu thủ bóng đá người Anh từng thi đấu ở Football League cho Boston United, Darlington, Oxford United, Sunderland và West Bromwich Albion. Ông cũng thi đấu cho đội bóng ở Scotland Queen of the South. Sau đó ông thi đấu bóng đá non-League cho King's Lynn, Cambridge United, Stamford, Wisbech Town, Diss Town, Mildenhall Town, Newmarket Town, Bourne Town và Spalding United.
Ngày 20 tháng 5 năm 2015 ông được bổ nhiệm làm huấn luyện viên của đội bóng tại United Counties League Boston Town, nhưng rời câu lạc bộ vào tháng 2 năm 2016.